# Variacions de Zdenka
Variacions de Zdenka, JW VIII/6 (en txec Zdenčiny variace), és un tema amb set variacions per a piano en si bemoll major compost per Leoš Janáček el 1880. Es va projectar una actuació a Leipzig el 1880 que no es va arribar a realitzar.

## Origen i context
Més conegut per les seves òperes i la seva música orquestral, Janáček va escriure una producció petita però significativa de música per a piano. Aquest és la primera de les seves obres per a teclat que ha sobreviscut. Va ser escrit com a regal d'amor per a una antiga estudiant de piano, Zdenka Schulzová la filla de catorze anys del seu superior a l'Institut del Professorat de Brno, amb qui el compositor es casaria el juliol de 1881. Janáček va escriure a Zdenka sobre les Variacions que «són molt bones i les considero el meu primer treball completament correcte, com la meva op. 1. T'agradaran, estimada Zdenči, i en cas que mai es publiquin, portaran el teu estimat nom.»
Janáček va començar a escriure les variacions el gener de 1880 durant la seva estada a Leipzig i va tardar quatre setmanes a escriure (del 29 de gener al 22 de febrer) el que seria fins al moment la seva obra més important. És de les poques obres d'aquella època que ha sobreviscut gràcies al fet que òbviament les va presentar a Zdenka al seu retorn i aquesta les va guardar. I aquesta supervivència de la peça quasi final de Janáček escrita durant els seus mesos de Leipzig proporciona una instantània útil del que havia aconseguit durant aquest temps.

## Anàlisi musical
La música no és gaire característica de l'estil madur de Janáček, que revela la influència de Schumann i Brahms en la tècnica del piano i de Smetana en l'esperit de la seva temàtica txeca.
```
Quan 
Wenzel
 va comentar que el tema de Janáček i les variacions per a piano li recordaven les 
Variacions Händel
 de 
Brahms
, Janáček es va sentir afalagat, però va haver de confessar a Zdenka que mai no havia vist la música d'aquest últim.
[
6
]
 Segons Tyrrell, biògraf de Janáček, el model que va seguir són les 
Variations sérieuses
 op 54 de 
Mendelssohn
.
[
5
]
```

La música és atractiva i ben elaborada, reflexiu i esvelt en la seva sonoritat. La primera variació és animada, però sense presses, sense trencar gaire el tema. La segona és ràpida i muscular, mentre que la tercera és lúdica i despreocupada amb uns ritmes aguts i punxeguts que recorda a Schumann. La següent variació és senyorial, però aviat es torna tempestuosa, i la cinquena i sisena contenen la barreja més interessant de Schumann i Brahms, la darrera de la parella potser amb la música més profunda de l'obra i que recordaria a Smetana.